# 茨城大学教育学部附属特別支援学校
茨城大学教育学部附属特別支援学校（いばらきだいがく きょういくがくぶ ふぞくとくべつしえんがっこう、英称：Ibaraki University Affiliated School for Special Needs Education）は、茨城県ひたちなか市津田に所在する、茨城大学教育学部に附属する特別支援学校。茨城交通バス水戸工場前下車徒歩5分。

## 沿革
- 1977年4月　創立

## 学部
- 小学部
- 中学部
- 高等部

## 所在地
- 〒312-0032　茨城県ひたちなか市津田1955